# 1,1,1,2,2,3,3-七氯丙烷
1,1,1,2,2,3,3-七氯丙烷是一种有机氯化合物，化学式为C3HCl7。它可由四氯乙烯和三氯甲烷在氯化铝催化下反应得到。它和氢氧化钾甲醇溶液发生消除反应，可以得到六氯丙烯。

## 拓展阅读
- Derek H.R. Barton, Éva Csuhai, Darío Doller. . Tetrahedron. 1992-01, 48 (42): 9195–9206  [2022-03-08]. doi:10.1016/S0040-4020(01)85610-6. （原始内容存档于2018-06-26） （英语）.